# Давид бен Шмуэль Алеви
Рабби Давид бен Шмуэль Алеви, известный также как «Таз» (аббревиатура названия его основного произведения — «Турэй Захав», в переводе с иврита «Золотые столбцы»), Давид Сегаль или Давид Лемберг (1586, Владимир-Волынский, Волынское воеводство, Королевство Польское, Речь Посполитая — 1667, Львов, Русское воеводство, Королевство Польское, Речь Посполитая) — один из виднейших ашкеназских раввинов-законоучителей XVII века.

## Биография
Рабби Давид родился в городе Владимир-Волынский в 1586 году (5346 по еврейскому календарю). С раннего детства он отличался выдающимися способностями. Учился со старшим братом, рабби Ицхаком, который известен как автор «респонсов Маари Алеви».
С 23 лет служил раввином в разных общинах, среди которых общины таких городов, как Брест и Краков. Женился на дочери рабби Йоэля Сиркиса, автора комментария «Байт Хадаш» к книге «Арба Турим» рабби Яакова бен Ашера. В 1641 поселился в Остроге, где открыл иешиву. В Остроге рабби Давид написал своё основное произведение — «Турей Захав» (сокращенно — «Таз»), комментарий к книге «Шулхан Арух» рабби Йосефа Каро.
Во время погромов Хмельницкого рабби Давид был вынужден бежать в Моравию. В 1653 году вернулся на родину и поселился в городе Львов, где был избран главой раввинского суда, а в 1654 и раввином города. Умер в 1667 году, в возрасте 81 года.